# جیمی شرگیل
جیمی شرگیل (انگلیسی: Jimmy Shergill؛ زادهٔ ۳ دسامبر ۱۹۷۰) هنرپیشه اهل کشور هند است. وی از سال ۱۹۹۲ میلادی تاکنون مشغول فعالیت بوده است.

## فیلم‌شناسی
فهرست برخی از فیلم‌هایی که جیمی شرگیل در آنها به ایفای نقش پرداخته است:
- من خان هستم
- من و تو
- محبت‌ها
- بازی
- تام، دیک و هری
- مونا قلدره
- استثنایی ۲۶
- اکلاویا
- ادامه بده مونا
- بنگ بنگ!
- قلبم متعلق به توست
- هپی خواهد گریخت
- گلوله راجا
- پرتقال
- زنجیر
- هپی دوباره خواهد گریخت
- عشق خطرناک
- حاصل
- چی می‌شد اگه
- خیمه‌شب‌باز
- استاد، همسر و گنگستر بازمی‌گردند
- استاد، همسر و گنگستر
- استاد، همسر و گنگستر ۳
- رقیب
- عشقت را به من بده
- عروسی دوستم است
- ازدواج تانو و مانو
- ازدواج تانو و مانو: بازگشت
- حشیش
- بوکسورها
- چوب کبریت
- شوهر، همسر و اون
- دروغگوی ناکجا آباد
- فقط یک لحظه
- مگه دیوانه‌ای
- زندگی یک سفر است
- قلب و عاشقانه
- قلب من بارها و بارها می‌گوید
- وصلت خوش‌یمن
- دو ایکس‌لارج
- ترافیک
- بقیه کجا جرئت داشتند